# Aleksandra Sokolóvskaya

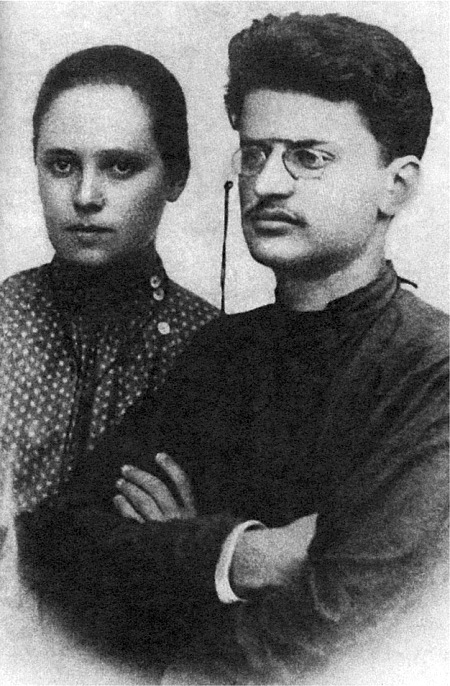
Sokolovskaya y Trotski en 1902.

Aleksandra Lvovna Sokolóvskaya (en Idioma ruso: Александра Львовна Соколовская, 1872 - c.1938) fue una revolucionaria marxista rusa y la primera esposa de León Trotski. Murió en un campo de concentración durante las Grandes Purgas, probablemente ejecutada, en 1938.  Sokolovskaya fue una revolucionaria marxista en Nicolaiev (Ucrania) en la década de 1890. 
En 1896, Sokolóvskaya fue una de las fundadoras de un círculo marxista en Nicolaiev; dicho círculo fundó en 1897 la Unión Obrera del Sur de Rusia.
Estuvo casada con Trotski entre 1899 y 1902, incluso cuando ambos estuvieron en prisión y en exilio siberiano juntos. Tuvieron dos hijas: Zinaida Volkova (1901-1933) y Nina Nevelson (1902-1928), ambas fallecieron antes que sus padres.
Cuando Trotski consideró escaparse de Siberia (solo, por necesidad) en el verano de 1902, Sokolóvskaya respaldó completamente su plan. Después de que Trotski conoció a Natalia Sedova, su futura segunda esposa, en París a fines de 1902, su primer matrimonio se desintegró, aunque ambos mantuvieron una relación amistosa hasta el final.[cita requerida]
No se sabe mucho sobre la vida de Sokolóvskaya después de 1902. Sus hijas fueron criadas principalmente por David y Anna Bronstein, padres adinerados de Trotski, en Yanovka (Ucrania). Sokolovskaya crio a su nieta, Aleksandra, de 1932-35 después de que se permitió que la madre de esta, Zinaida Volkova, dejara el país en 1931 y su padre, Zakhar Moglin, fue arrestado en 1932. Según la familia, Sokolóvskaya era educadora y era cercana a la viuda de Lenin, Nadezhda Krupskaya, a principios de la década de 1930. [cita requerida]
Sokolovskaya fue arrestada y exiliada en 1935. Fue vista por última vez en un campo de trabajo de Kolyma por Nadezhda Joffe, la hija de Adolph Joffe.